# 阿賓登 (伊利諾伊州)
阿賓頓（英語：Abingdon）是一個位於美國伊利諾伊州諾克斯縣的城市。

## 地理
阿賓頓的座標為40°48′13″N 90°24′03″W / 40.80361°N 90.40083°W，而該地的平均海拔高度為229米（即751英尺）。

## 人口
根據2010年美國人口普查的數據，阿賓頓的面積為3.69平方千米，當中陸地面積為3.69平方千米，而水域面積為0.00平方千米。當地共有人口3319人，而人口密度為每平方千米899.46人。